# Ба Ч'єу
Ба Ч'єу (в'єт. Bà Triệu, 婆趙,; бл. 226–248) — очільниця антикитайського повстання лакв'єтів у 248 році. Повне ім'я Ч'єу Тхі Чінь.

## Життєпис
Відомості про неї обмежені. Згідно в'єтнамської хроніки «Повне зібрання історичних записок Дайв'єта» та «Стислої історії В'єтнаму» походила з повіту Нонгконг або Куанан. командирства Киутян (китайською Цзючжень). Рано втратила батьків, виховувалася старшим братом Ч'єу Куок Затом, одним з впливових вождів лакв'єтів в повіті Куанан. У 19 або 20 років пішла в гори, де очолила загін, що швидко збільшився до 1 тис. вояків.
У 248 року повстала проти влади імперії У. Невдовзі до неї доєднався загін брата. У битвах вона носила жовтий одяг і їздила верхи на слоні й назвала себе нюї к'єу тионг куан (генералкою в золотій сукні). Повстання охопило командирство Цзяочжі і Цзючжень.
Лю Інь, губернатор Цзяочжоу (в'єтнамською Зяоті), зумів підкупити частину лакв'єтської знаті, чим послабив Ч'єу Тхі Чінь. Бойові дії тривали 5-6 місяців, доки Ч'єу не зазнала поразки. Потім вона втекла до Бодьєна, де на пагорбі Тунг скоїла самогубство.
Згодом імператор Лі Нам Де наказавши побудувати пагоду на її честь і нагородити її титулом «Шляхетна героїня-незаймана» (чінь нят фу нян).

## В легендах
- Ч'єу мала груди завдовжки 3 тхиока (1,2 м) або 90 см, які зав'язувала на спині, мала ріст 2,7 м, мала голос, що нагадував дзвін храмового дзвона, могла з'їсти кілька десятків кілограмів рису і пройти 500 ліг на день. Крім того, вона була настільки прекрасною, що в неї закохувалися всі чоловіки. Після сварок вона вбила свою сестру, зібрала армію та напала на китайців.
- Вважалася безсмертною, чий дух після смерті допомагав в'єтнамцям проти загарбників.